# Bandera de Terrassa
La bandera de Terrassa va ser aprovada per unanimitat inicialment pel Ple Municipal el divendres 26 d'abril de 2019 arran d'una iniciativa popular. El seu disseny és una proposta de la Direcció General d'Administració Local i té la descripció següent:
| « | Bandera apaïsada, de proporcions dos d'alt per tres de llarg, bicolor vertical vermella i groga, amb el castell blanc de l'escut, de porta i finestres negres, d'alçària 3/4 de la del drap i amplària 3/8 de la llargària del mateix drap, al centre de la part vermella; i amb 4 pals vermells a la part groga. | » |

La bandera oficial s'inspira en la creada l'any 1968 per una comissió per encàrrec de l'Ajuntament i que mai va ser aprovada al ple municipal. El castell palau de Terrassa present a la bandera és el senyal tradicional de la ciutat des de temps medievals, mentre que els quatre pals vermells representen les armes dels comtes reis de Barcelona sota la jurisdicció dels quals es trobava la vila. Amb l'oficialització de la bandera el 2019 s'inverteix l'ordre inicial dels elements: el senyal propi del municipi (el castell) se situa al costat de l'asta mentre que els quatre pals de la jurisdicció reial queden al vol.
La bandera és vigent des del 27 de juny de 2019, després del període d'exposició pública sense haver rebut cap al·legació. El 28 de juny de 2019 les banderes de l'Ajuntament i de la Torre del Palau són substituïdes per l'oficial. Va ser aprovada el 20 de desembre de 2019 pel Departament de la Presidència de la Generalitat de Catalunya i publicada al DOGC el 24 de desembre del mateix any amb el número 8030.
L'escut de Terrassa, per la seva banda, va ser aprovat pel ple municipal el 27 de juliol de 1988 i publicat al DOGC el 10 d'agost del mateix any.